# The Rev
James Owen Sullivan(1981年2月9日– 2009年12月28日)，藝名The Rev，The Reverend Tholomew Plague亦同，是美國樂隊七級煉獄的鼓手和混音，也是另一支樂隊Pinkly Smooth的主唱。
2009年12月28日，在新專輯Nightmare的製作期間，逝世於家中，得年28歲。